# Ernst-Pohl-Stadion
Das Ernst-Pohl-Stadion (polnisch Stadion Miejski w Zabrzu im. Ernesta Pohla), seit 2016 auch als Arena Zabrze bekannt, ist ein Fußballstadion in der oberschlesischen Stadt Zabrze im Süden von Polen. Momentan bietet die Arena 24.563 Plätze und dient dem Fußballverein Górnik Zabrze als Heimspielstätte. Benannt ist es nach dem deutsch-polnischen Fußballspieler Ernst Pohl. Das Spielfeld war bis zur Renovierung von einer Leichtathletikanlage umgeben.

## Geschichte
Das Ernst-Pohl-Stadion in Zabrze, einer polnischen Stadt in der Woiwodschaft Schlesien, wurde 1934 erbaut und am 2. September des gleichen Jahres eröffnet. Das neue Stadion wurde von Gustav Allinger gestaltet und auf den Namen Adolf-Hitler-Kampfbahn getauft, da Zabrze sich zur damaligen Zeit auf dem Gebiet des Deutschen Reiches befand. Nach dem Ende des Zweiten Weltkrieges wurde der Name zunächst in Zabrze-Stadion und dann 2004 in Ernst-Pohl-Stadion geändert. Ernst Pohl war ein polnischer Fußballspieler, der zwischen 1955 und 1965 zu 46 Einsätzen in der polnischen Fußballnationalmannschaft kam und den Großteil seiner fußballerischen Karriere bei Górnik Zabrze bestritt. Dieser Verein nutzt das Stadion seit seiner Gründung 1948 als Austragungsort für Heimspiele. Górnik ist zusammen mit Ruch Chorzów mit 14 Titeln polnischer Rekordmeister und gewann sechsmal den polnischen Fußballpokal. Ferner erreichte der Verein 1970 das Finale des Europapokals der Pokalsieger, wo man jedoch im Praterstadion in Wien mit 1:2 gegen Manchester City verlor. Aktuell spielt Górnik Zabrze in der Ekstraklasa, der höchsten Liga im polnischen Fußball.
Das Ernst-Pohl-Stadion in Zabrze war schon einige Male Austragungsort von Länderspielen der polnischen Fußballnationalmannschaft. Erstmals fand ein Länderspiel hier am 17. Oktober 1984 statt, als Griechenland im Rahmen der Qualifikation zur Fußball-Weltmeisterschaft 1986 zu Gast war. Polen gewann dieses Spiel mit 3:1. Seitdem fanden insgesamt sieben Länderspiele in Zabrze statt, zuletzt eines gegen Deutschland 1996, als Polen in einem Freundschaftsspiel mit 0:2 gegen das Team von Berti Vogts unterlag. Die größte Zuschauerzahl wurde am 22. September 1957 notiert, als Gwardia Warschau bei Górnik Zabrze gastierte und rund 50.000 Menschen ins Stadion strömten.
Nach dem feierlichen Baubeginn vom 14. September 2009 wird das Stadion aufgrund finanzieller Probleme erst seit September 2011 in mehreren Bauphasen neu gebaut. In der ersten Phase werden alle Tribünen außer der Haupttribüne gebaut, weswegen sich die aktuelle Stadionkapazität zwischenzeitlich auf etwa 3.000 belief. Mit Fertigstellung der Haupttribüne wird eine Gesamtkapazität von 31.871 Zuschauerplätzen erreicht. Das Stadion sowie die Tageskassen können nach dem Umbau wie in der Münchener Allianz Arena in den Vereinsfarben (rot/blau/weiß) erleuchtet werden.
Am 21. Februar 2016 wurde das auf drei Tribünen umgebaute Stadion eingeweiht. Innerhalb weniger Tage waren die fast 25.000 Karten für das Eröffnungsspiel vergriffen. Vor ausverkauftem Haus mit 24.563 Zuschauern verlor Górnik Zabrze im schlesischen Derby gegen Ruch Chorzów mit 0:2.
Das Stadion soll bald mit der vierten Tribüne im Westen komplettiert werden, nachdem die Finanzierung im August 2022 gesichert wurde. Górnik Zabrze und die Stadt unterzeichneten einen Vertrag über die Wartung und Garantie der Ausgabe von Anleihen im Wert von 103 Mio. Złoty (PLN; rund 21,6 Mio. Euro). Die drei bestehenden Ränge von 2016 kosteten rund 230 Mio. PLN. Die Vorbereitungen für den zweiten Abschnitt für rund 100 Mio. PLN sind nach Angaben von Górnik Zabrze in einem fortgeschrittenen Stadium. Die Bauarbeiten sollen noch 2022 beginnen, und die neue Tribüne soll ein modernes Rehabilitationszentrum für Kinder und Jugendliche erhalten.

## Länderspiele
Bisher fanden sieben Länderspiele der polnische Fußballnationalmannschaft im Stadion in Zabrze statt. Beim Freundschaftsspiel im September 1996 gegen Deutschland kam es zwischen deutschen Randalierern, Ordnungskräften und der polnischen Polizei zu Ausschreitungen. Unter anderem wurden antisemitische Transparente hochgehalten und der Hitlergruß gezeigt.
| 17. Okt. 1984, Qualifikation zur WM 1986, 15.000 Zuschauer |   |              |           |
| Polen                                                      | – | Griechenland | 3:1 (0:1) |
| 14. Okt. 1987, Qualifikation zur EM 1988, 21.500 Zuschauer |   |              |           |
| Polen                                                      | – | Niederlande  | 0:2 (0:2) |
| 16. Nov. 1994, Qualifikation zur EM 1996, 15.400 Zuschauer |   |              |           |
| Polen                                                      | – | Frankreich   | 0:0       |
| 25. Apr. 1995, Qualifikation zur EM 1996, 5500 Zuschauer   |   |              |           |
| Polen                                                      | – | Israel       | 4:3 (1:2) |
| 7. Juni 1995, Qualifikation zur EM 1996, 9515 Zuschauer    |   |              |           |
| Polen                                                      | – | Slowakei     | 5:0 (1:0) |
| 6. Sep. 1995, Qualifikation zur EM 1996, 16.000 Zuschauer  |   |              |           |
| Polen                                                      | – | Rumänien     | 0:0       |
| 4. Sep. 1996, Freundschaftsspiel, 8000 Zuschauer           |   |              |           |
| Polen                                                      | – | Deutschland  | 0:2 (0:1) |

## Galerie

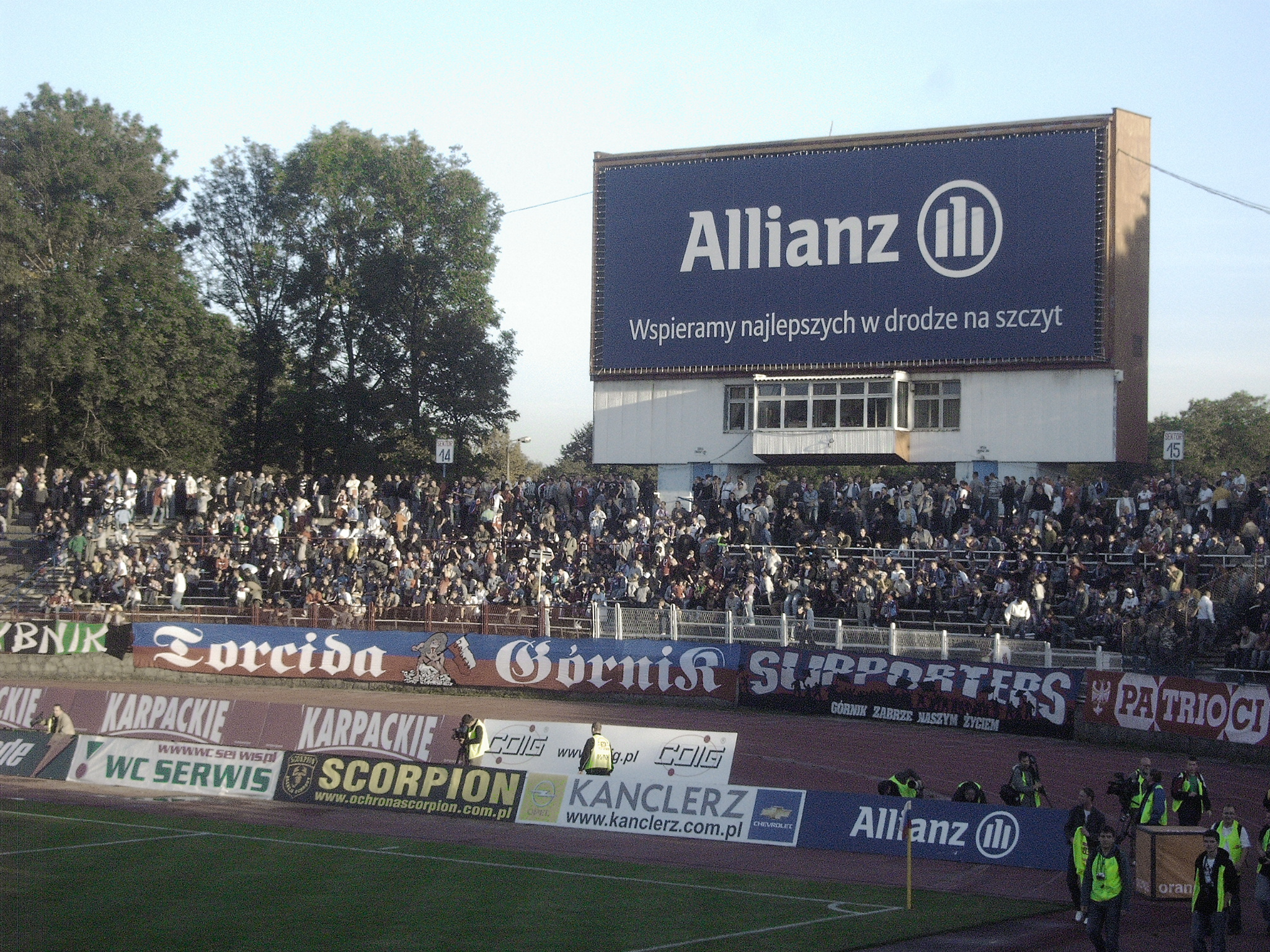
Fankurve von Górnik Zabrze im alten Stadion (September 2007)
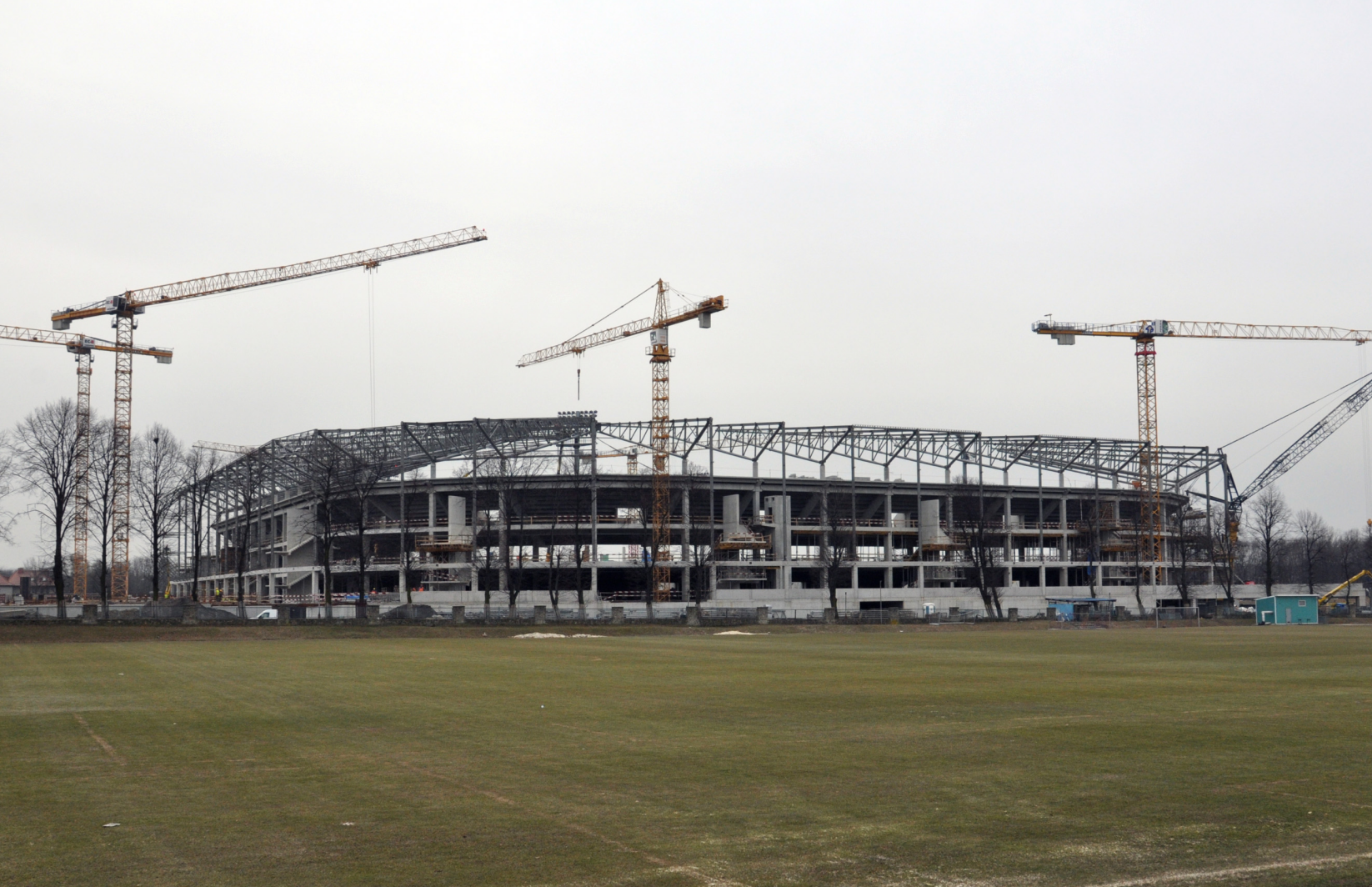
Außenansicht des Neubaus (März 2013)
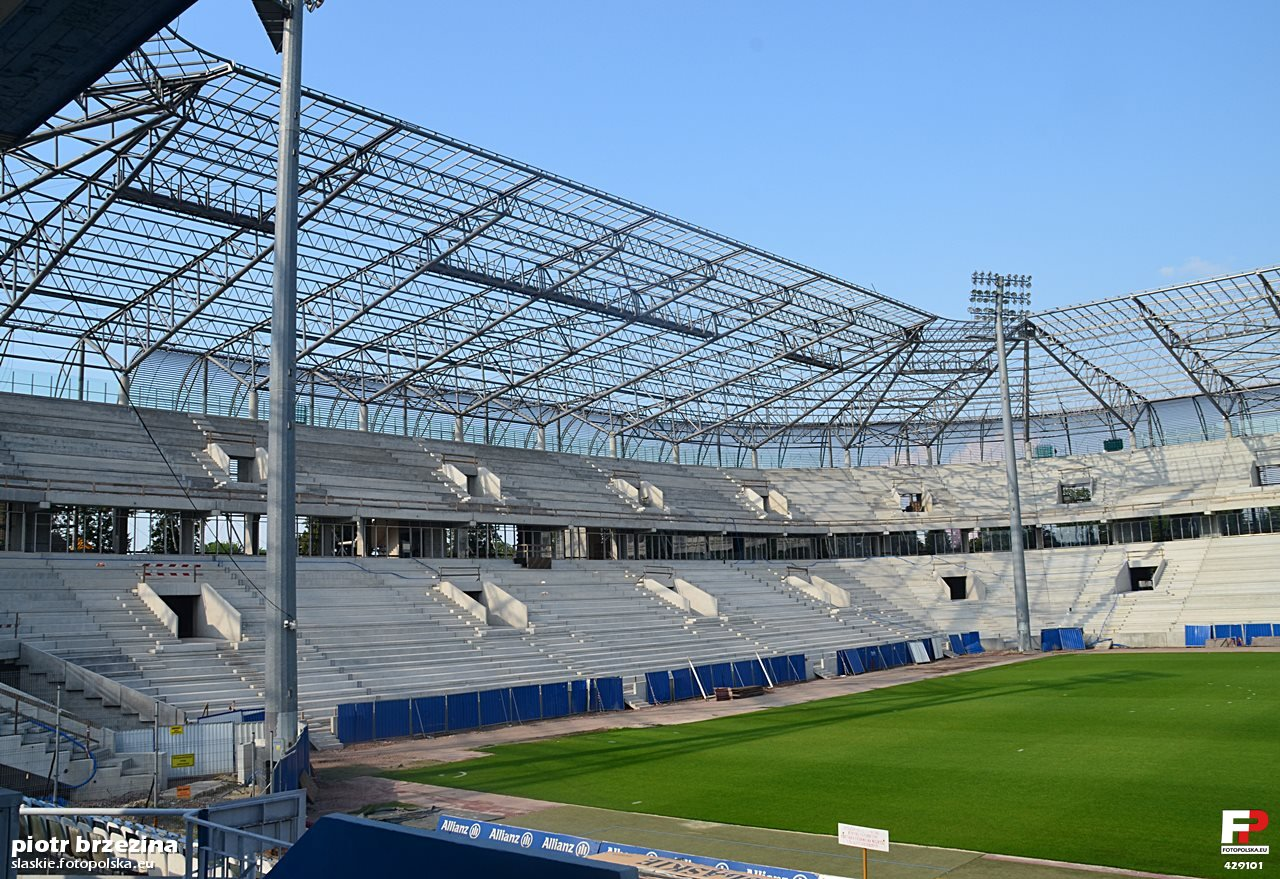
Neubau im Juli 2013
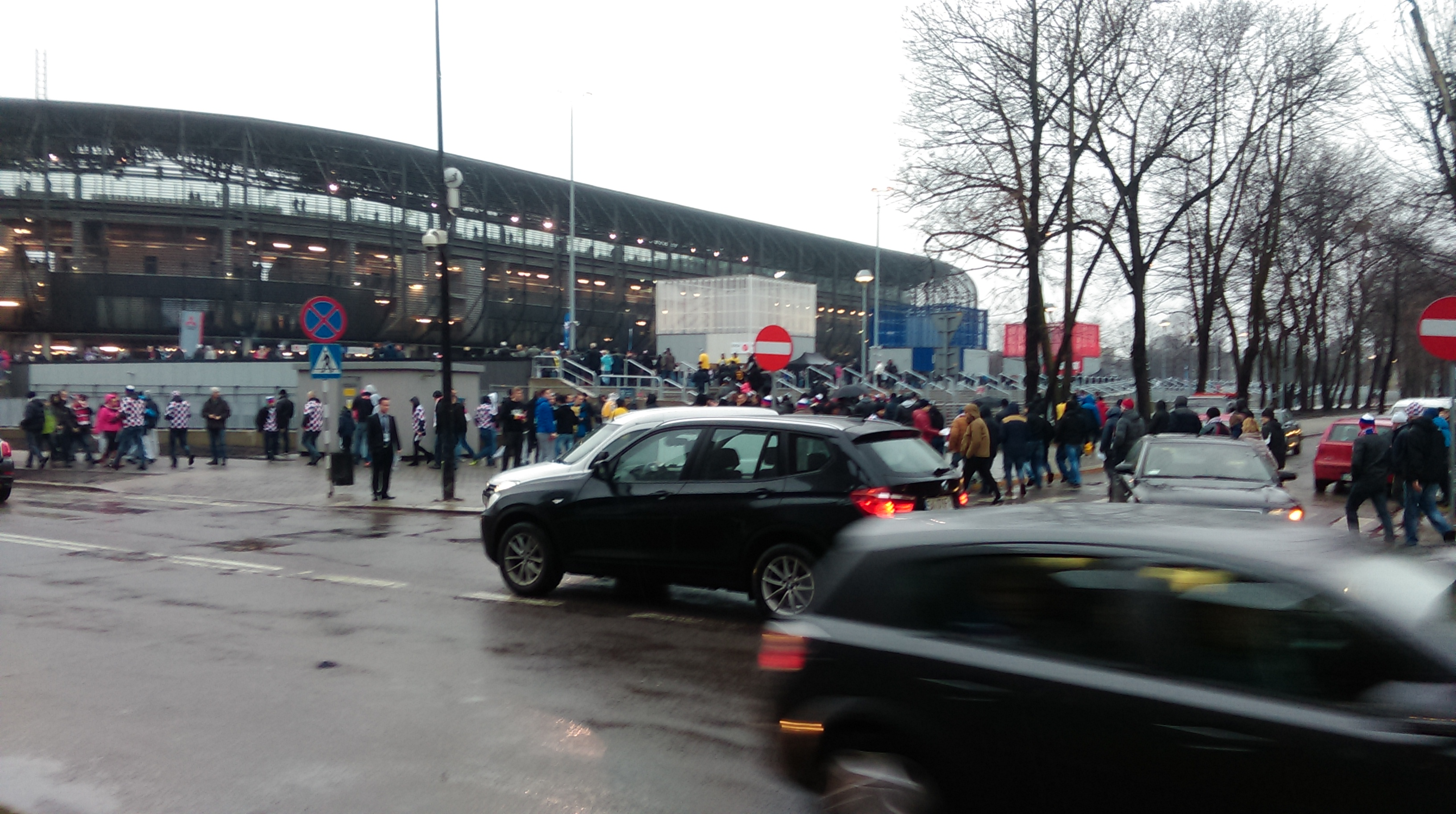
Die Zuschauer strömen am 21. Februar 2016 in die Arena Zabrze